# Louisa Beresford
Pour les articles homonymes, voir Beresford et Hope.
Louisa de la Poer Beresford, épouse Hope puis vicomtesse Beresford de Beresford, née vers 1783 et morte le 21 juillet 1851 à Bedgebury Park (Kent), est une aristocrate britannique.

## Biographie
Louisa de la Poer Beresford, née vers 1783, est la plus jeune fille d'Elizabeth FitzGibbon (1732-1807) et de l'évêque anglican irlandais William Beresford (1743-1819), qui sera nommé membre du Conseil privé d'Irlande en 1794 puis élevé à la pairie d'Irlande, en tant que baron Decies, en 1812.
Le 10 avril 1806, Louisa épouse le riche rentier et amateur d'art londonien Thomas Hope, héritier d'une famille d'origine écossaise qui a fait fortune aux Pays-Bas avec la maison de banque Hope and Company. Le couple aura plusieurs enfants et sera survécu par trois fils : Henry Thomas Hope (1807-1862), Adrian John Hope (d) (1811-1863) et Alexander James Beresford-Hope (1820-1887).
Le couple Hope passe pour mal assorti, Louisa étant réputée pour sa beauté tandis que Thomas est considéré comme un homme assez laid. En 1810, le peintre français Antoine Dubost, dont Thomas Hope avait été le mécène avant de se brouiller avec lui, expose à Pall Mall un tableau intitulé La Belle et la Bête et représentant de manière caricaturale le couple Hope. L'un des frères de Louisa, John Beresford, tente de mettre fin à cette humiliation en vandalisant la toile.
Le 23 avril 1830, Mrs Hope est nommé femme de chambre de la reine consort Adélaïde.
Le 29 novembre 1832, un an après la mort de son mari, elle épouse en secondes noces son cousin, le vicomte William Carr Beresford.
La vicomtesse Beresford meurt à l'âge de 68 ans à Bedgebury Park, près de Goudhurst, dans le comté de Kent. Elle est inhumée à Kilndown.

## Portraits

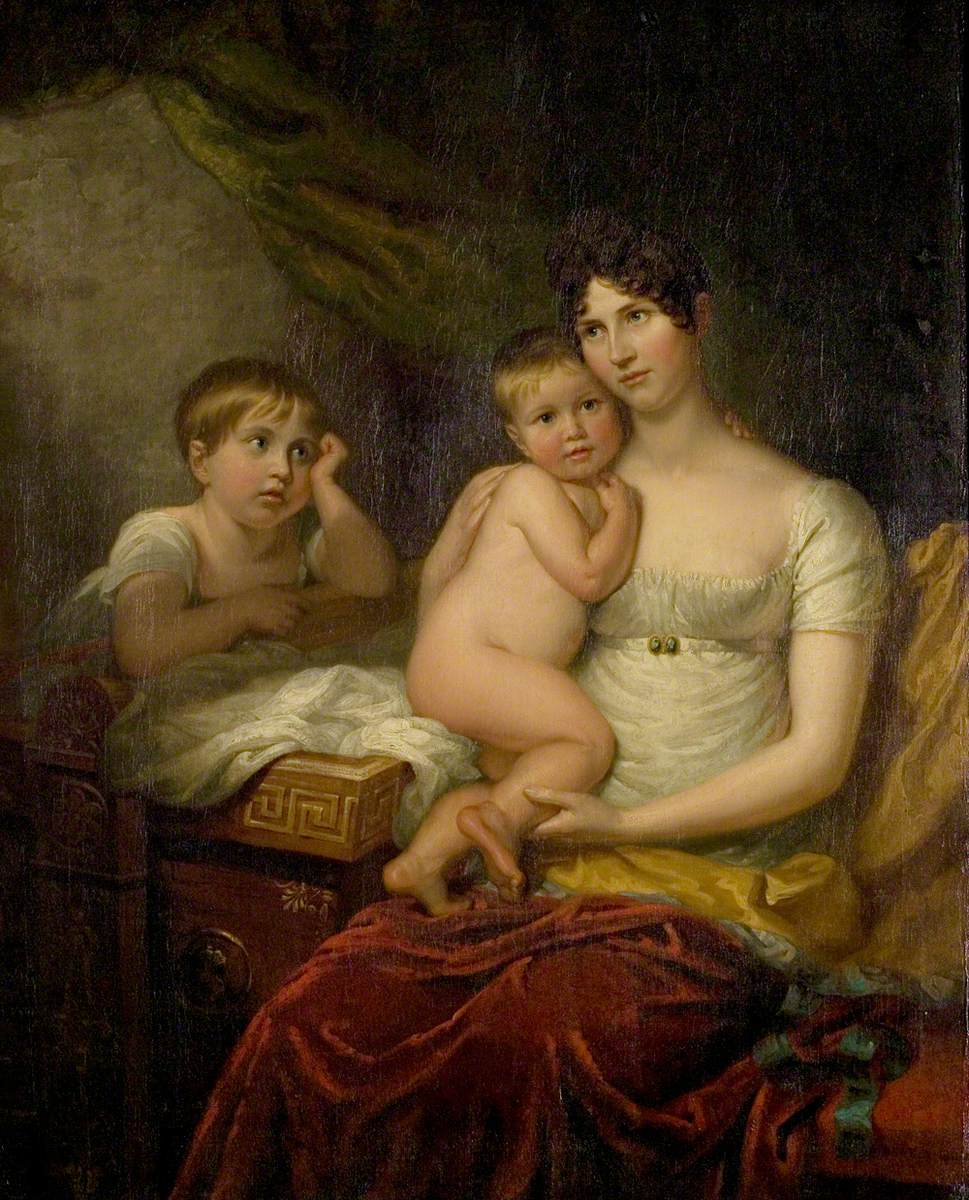
Portrait avec ses fils, par George Dawe (vers 1811).
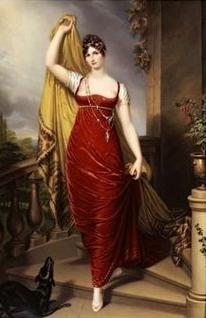
Miniature sur émail par Henry Bone d'après un tableau de George Dawe (vers 1812).
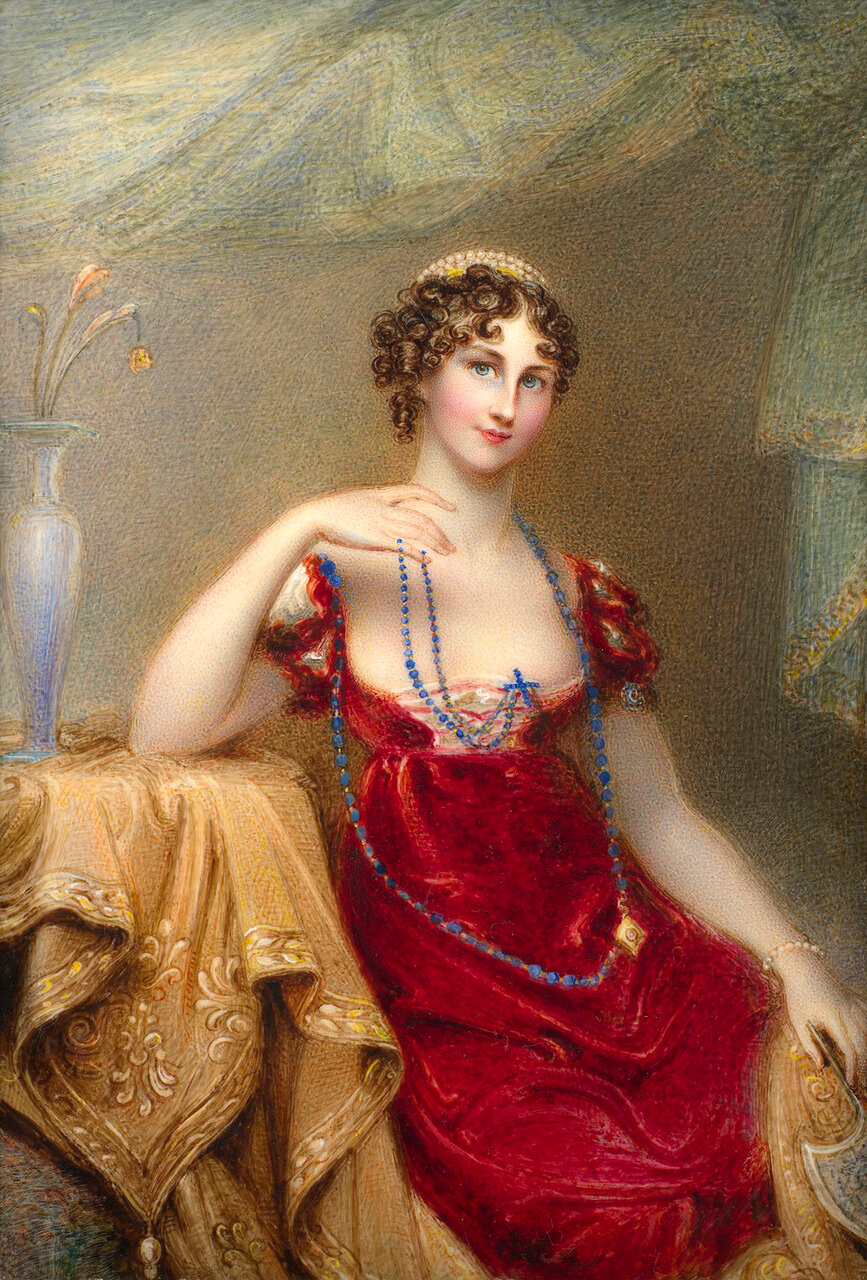
Aquarelle sur ivoire par Anne Mee (vers 1813).
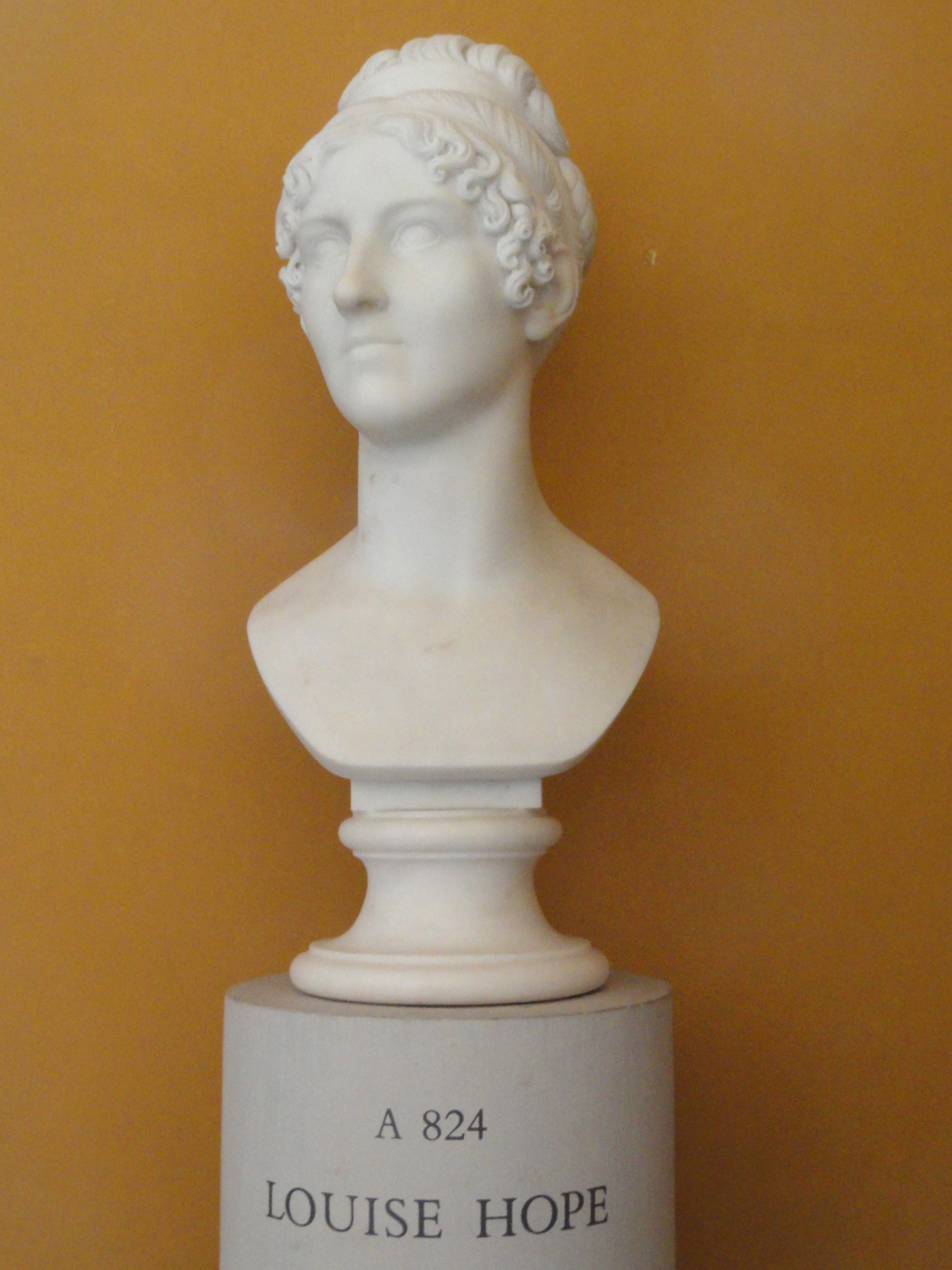
Buste par Thorvaldsen (1817).
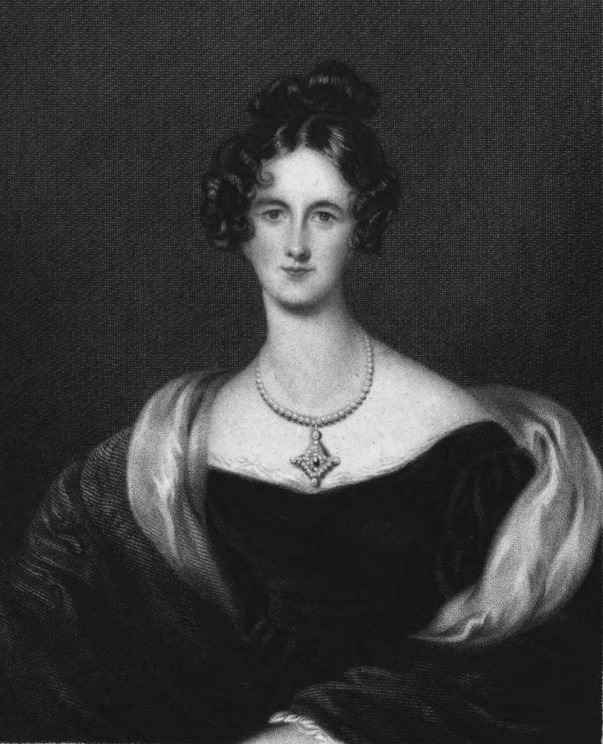
Gravure de John Cochran (en) (1837) d'après un portrait peint par George Sayer (d).